# Vladimir Smirnov (esgrimista)
Vladimir Viktorovich Smirnov (em russo: Влади́мир Ви́кторович Смирно́в; em ucraniano: Володимир Вікторович Смирнов; Rubizhne, 20 de maio de 1954 – Roma, 28 de julho de 1982) foi um esgrimista soviético.
Ganhou a medalha de ouro na categoria de florete masculino nos  Jogos Olímpicos de Verão de 1980. Foi campeão mundial de esgrima no ano seguinte. Durante o Campeonato do Mundo de Esgrima em 1982 que decorreu em Roma, num combate entre Smirnov e o alemão Matthias Behr no dia 19 de julho de 1982 sucedeu um acidente fatal: a lâmina do florete de Matthias Behr partiu-se e dirigiu-se diretamente para a malha da máscara de Smirnov, atingindo a órbita e o cérebro dele. Smirnov teve morte imediata, mas esteve ligado a máquinas até ser declarada a sua morte oficial nove dias depois.
O acidente de Smirnov levou a Federação Internacional de Esgrima adotar medidas de segurança na modalidade: lâminas em aço maraging (em vez de serem aço liso carbono), uniformes em kevlar ou nylon balístico  e máscaras duas ou três  vezes mais fortes que aquelas que Smirnov usava e surgiram outras regras de segurança por causa desta fatalidade. Desde que essas novas medidas foram adotadas, nunca mais se registou nenhuma fatalidade em esgrima de alta competição.